# Boarmia miocrota
Boarmia miocrota là một loài bướm đêm trong họ Geometridae.